# ميفالونات كيناز
ميفالونات كيناز (ملاحظة 1) هو إنزيم من إنزيمات الكيناز؛ ويقوم بتحفيز إضافة مجموعة فوسفات إلى الميفالونات كما في التفاعل التالي:

التفاعل الذي يحفزه إنزيم ميفالونات كيناز

يؤدي نقصه في الجسم إلى حدوث أعراض عوز أنزيم ميفالونات كيناز.